# Andraslagsförmåga
Andraslagsförmåga är inom militär doktrin förmågan att utdela ett förödande motangrepp även efter att fienden utnyttjat sin förstaslagsförmåga, det vill säga, fienden har kunnat utnyttja hela sin oskadade krigsmakt, men den därigenom decimerade egna styrkan är fortfarande stor nog för att åsamka fienden oacceptabla skador. Ömsesidig andraslagsförmåga leder i teorin till terrorbalans i form av mutually assured destruction. USA:s andraslagsförmåga baserade sig huvudsakligen på kärnvapenbestyckade atomubåtar, även benämnda som strategiska ubåtar. Sovjetunionen nyttjade, förutom atomubåtar, även ICBM-bestyckade mobila landsbaserade avfyrningsenheter.
En nation har "andraslagsförmåga" när den kan absorbera ett "första slag" från en fiende och ändå bibehålla tillräckligt med kärnvapen för att åsamka angriparen oacceptabla skador (eller åtminstone vad som hoppas vara oacceptabla skador).